# Guilarte (Adjuntas)
Guilarte es un barrio ubicado en el municipio de Adjuntas en el estado libre asociado de Puerto Rico. En el Censo de 2010 tenía una población de 1176 habitantes y una densidad poblacional de 64,97 personas por km².

## Geografía
Guilarte se encuentra ubicado en las coordenadas 18°9′33″N 66°46′37″O / 18.15917, -66.77694. Según la Oficina del Censo de los Estados Unidos, Guilarte tiene una superficie total de 18.1 km², que corresponden a tierra firme.

## Demografía
Según el censo de 2010, había 1176 personas residiendo en Guilarte. La densidad de población era de 64,97 hab./km². De los 1176 habitantes, Guilarte estaba compuesto por el 91.16% blancos, el 3.15% eran afroamericanos, el 0.34% eran amerindios, el 2.98% eran de otras razas y el 2.38% pertenecían a dos o más razas. Del total de la población el 99.83% eran hispanos o latinos de cualquier raza.